# Mistrzostwa Świata w Zapasach 1908
Mistrzostwa Świata w Zapasach 1908 odbyły się w 8 grudnia 1908 w mieście Wiedeń (Austro-Węgry).

## Styl klasyczny
| Konkurencja: | Złoto                 | Srebro          | Brąz               |
| ------------ | --------------------- | --------------- | ------------------ |
| -75 kg       | Robert Dirry          | Alois Totuschek | Harald Christensen |
| +75 kg       | Hans Heinrich Egeberg | Josef Rossum    | Josef Panzer       |

## Tabela medalowa
| Lp. | Państwo           | Złoto | Srebro | Brąz |
| --- | ----------------- | ----- | ------ | ---- |
| 1.  | Cesarstwo Austrii | 1     | 2      | 1    |
| 2.  | Dania             | 1     | 0      | 1    |